# Cella (Espagne)
Pour les articles homonymes, voir Cella.
Cella est une commune d’Espagne, dans la province de Teruel, communauté autonome d'Aragon comarque de Teruel.